# BBÖ 1280 sorozat
Az ÖBB 1280 sorozat, korábbi nevén az BBÖ 1280 sorozat egy osztrák E tengelyelrendezésű villamosmozdony-sorozat volt. 1926-ban gyártotta az AEG, a StEG és a Floridsdorf. Összesen 22 db készült a sorozatból. Az ÖBB 1976-ban selejtezte a mozdonyokat.

## Története
Az Innsbruck és Salzburg között kelet felé haladó villamosítás és a Brenner-vasútvonal növekvő teherforgalma miatt ismét szükség volt újabb tehervonati mozdonyokra. Mivel egyrészt felismerték a villamos vontatásban rejlő lehetőségeket, másrészt pedig megerősítették a felépítményt, 1926-ban az 1080/1080.1 sorozatnál erősebb és valamivel nehezebb mozdonyokat lehetett beszerezni.
Az összesen 22 mozdony elektromos részét az AEG szállította. Az első 15 mozdony mechanikus része a StEG mozdonygyárból, az utolsó hété a Floridsdorfi Mozdonygyárból érkezett, mivel a StEG gyárat időközben bezárták. A járművek megjelenése még inkább doboz formájú volt, mint az 1080.1 sorozaté.
A választott hajtás a Magyarországon már bevált Kandó csuklós kerethajtás ("Kandó-háromszög") volt. Az 1080/1080.1 sorozattal ellentétben csak két dupla motort használtak, amelyeket az BBÖ 1070 sorozatban is alkalmaztak. A hajtás azonban nem bizonyult megfelelőnek. Ezen még a különböző átépítésekkel sem lehetett javítani, így a mozdonyok gyakran valóságos ugrásokat hajtottak végre.
Az 1930-as évek közepén az 1170.2-es sorozat átadásával a mozdonyok elvesztették jelentőségüket a távolsági teherforgalomban. Csak tolatásra és tolatós tehervonatok számára használták őket.
A Deutsche Reichsbahn a járműveket E 88.2-nek nevezte el. A második világháborúban két mozdony elveszett. 1953-tól az ÖBB visszatért az eredeti jelöléshez. A gépeket 1976-ig kivonták a forgalomból. Néhány mozdonyt még használtak előmelegítő egységként, de már ezeket is selejtezték. Az 1280.14 pályaszámút az Osztrák Vasúttörténeti Múzeumnak szánták, de az ÖGEG megvásárolhatta. Most működésképtelen, de hiánytalan állapotban van az Ampflwangi Vasúttörténeti Múzeumban.